# Hebenu
| H | b | N35 · W24 · V1 | O49 |

| H | b | N35 · W24 · V1 | O49 |

Hebenu fue una ciudad del Antiguo Egipto situada a unos 10 km al sur de la moderna Al-Minya y a unos 4 km de la necrópolis de Zawyet el-Maiyitin. En las inmediaciones de la antigua ciudad se halla una aldea llamada Kom el-Ahmar («la colina roja»), que hay que diferenciar del lugar del mismo nombre donde estaba la antigua Nekhen (Hieracómpolis), en la cual hay algunas tumbas excavadas en la roca, actualmente medio enterradas, correspondientes a dignatarios de la ciudad de Hebenu, que corresponden al final del Imperio Antiguo. En la época clásica se llamaba Teodosiópolis. Se descubrió un templo, cuyo restos se conservan en el Museo de arte de Cleveland. El patrón de la ciudad era el dios Horus. 